# Stenorrhina degenhardtii
Espèce
Synonymes
- Calamaria degenhardtii Berthold, 1846
- Stenorhina ventralis Duméril, Bibron & Duméril 1854
- Stenorhina kennicottiana Cope, 1860
- Bergenia mexicana Steindachner, 1867

Stenorrhina degenhardtii  est une espèce de serpents de la famille des Colubridae.

## Répartition
Cette espèce se rencontre :
- dans le sud-est du Mexique ;
- au Guatemala ;
- au Belize ;
- au Honduras ;
- au Nicaragua ;
- au Costa Rica ;
- au Panama ;
- au Colombie ;
- au Venezuela ;
- dans l'ouest de l'Équateur ;
- au Pérou.

Sa présence est incertaine au Salvador.

## Liste des sous-espèces
Selon The Reptile Database (21 février 2014) :
- Stenorrhina degenhardtii degenhardtii (Berthold, 1846)
- Stenorrhina degenhardtii mexicana (Steindachner, 1867)
- Stenorrhina degenhardtii ocellata Jan, 1876

## Étymologie
Cette espèce est nommée en l'honneur de Degenhardt, collecteur allemand en Nouvelle-Grenade dans les années 1840. La sous-espèce Stenorrhina degenhardtii mexicana est nommée en référence à son lieu de découverte, le Mexique.

## Publications originales
- Berthold, 1846 : Über verschiedene neue oder seltene Reptilien aus Neu-Granada und Crustaceen aus China.  Abhandlungen der Königlichen Gesellschaft der Wissenschaften zu Göttingen, vol. 3, p. 3-32 (texte intégral).
- Jan, 1876 : Iconographie générale des ophidiens. Tome 48, J. B. Balliere et Fils, Paris (texte intégral).
- Steindachner, 1867 : Reise der österreichischen Fregatte Novara um die Erde in den Jahren 1857, 1858, 1859 unter den Befehlen des Commodore B. von Wüllerstorf-Urbair (1861) - Zoologischer Theil - Erste Band - Reptilien p. 1-98.